# بليتش (الموسم 7)
آرانكر: بداية التسلل إلى الهيوكو موندو (破面・虚圏 潜入篇 آرانكارو ويكو موندو سِنِّيو هِن) هو الموسم السابع من أنمي بليتش، ويحتوي على 20 حلقة. قام بإخراج الموسم نوريوكي أبيه وأنتجه تلفاز طوكيو و‌دنستو و‌إستديو بيرو. الموسم مقتبس من مانغا بنفس الاسم للمؤلف تايت كوبو. يحكي الموسم عن رحلة إيتشيغو كوروساكي إلى الهيوكو موندو لإنقاذ أوريهيمي إينوي التي اختطفها الآرانكر بقيادة الشينيغامي والقائد السابق سوسكي آيزن. بالرغم من أن الحلقات قد ركزت على شخصية أشيدو كانو والذي لم يظهر في المانغا بسبب مشاكل زمنية، ولكن كوبو ساعد طاقم عمل الأنمي لإظهاره. بدأ عرض الموسم في اليابان ابتداءً من 4 يوليو 2007 وحتى 5 ديسمبر 2007. أصدرت أنيبلكس 5 مجلدات دي في دي كل منها يحتوي على 4 حلقات ابتداءً من 19 ديسمبر 2007 وحتى 23 أبريل 2008.
يحتوي الموسم على 4 شارات موسيقية: شارتا بداية وشارتا نهاية. شارة البداية لأول 12 حلقة هي «ألونز» (Alones) من أداء أكوا تايمز، والشارة الثانية هي "بعد حلول الظلام" (アフターダーク أفتا داكو) من أداء آيشن كونغ-فو جينيريشن، واِستُخدِمت لبقية الحلقات. شارة النهاية الأولى هي "دايداي" (橙، نوع من النارنج) من أداء تشاتمونتشي، واِستُخدِمت من الحلقة 132 وحتى الحلقة 143، وأغنية مغني البوب الياباني كوسوكي أتاري "أيام نثر البذور" (種をまく日々 تاني أو ماكو هيبي) والتي اِستُخدِمت لبقية الحلقات. لأجل الترويج للفيلم الثاني بليتش: تمرد غبار الماس، ظهرت لقطات من الفيلم في شارتي البداية والنهاية للحلقة 151، والذي أُصدر في 22 ديسمبر 2007.

## قائمة الحلقات
| الرقم | عنوان الحلقة                                                                          | فصول المانغا | تاريخ العرض الأصلي |
| ----- | ------------------------------------------------------------------------------------- | ------------ | ------------------ |
| 132   | «هيتسوغايا وكارين وكرة القدم» (日番谷と夏梨とサッカーボール)                          | حصرية        | 4 يوليو 2007       |
| 133   | «حكاية كيندو إيكاكو ذات الدم الحار» (一角、熱血剣道物語)                              | حصرية        | 11 يوليو 2007      |
| 134   | «الباتيسير الجميل، يوميتشيكا!» (美しきパティシエ、弓親！)                             | حصرية        | 18 يوليو 2007      |
| 135   | «خُدع كون! رانغيكو على المراقبة..» (はかられた、コン！乱菊は見ていた・・)              | حصرية        | 25 يوليو 2007      |
| 136   | «الحرب الأهلية في الهيوكو موندو! موت ألوكيورا» (ウェコムンドの内乱！ウルキオラの死)   | حصرية        | 8 أغسطس 2007       |
| 137   | «المعركة الخبيثة، فخ آيزن» (悪意の戦い、藍染の罠)                                     | حصرية        | 22 أغسطس 2007      |
| 138   | «تحرك الهيوكو موندو مجددًا! هيتسوغايا ضد يامي» (ウェコムンド再動！日番谷vsヤミー)      | 229-231      | 29 أغسطس 2007      |
| 139   | «إيتشيغو ضد غريمجو، معركة الإحدى عشر ثانية» (一護vsグリムジョー、11秒の戦い)          | 231-234      | 5 سبتمبر 2007      |
| 140   | «مخطط ألوكيورا، لحظة غروب الشمس» (策謀のウルキオラ、太陽が沈む時)                     | 234-236      | 12 سبتمبر 2007     |
| 141   | «وداعًا...، كروساكي» (さよなら…、黒崎くん)                                             | 237          | 19 سبتمبر 2007     |
| 142   | «أمر صارم! إنقاذ أوريهيمي إينوي المحرم» (厳命！井上織姫ノ救出ヲ禁ズ)                  | 238-239      | 26 سبتمبر 2007     |
| 143   | «انتعاش غريمجو» (復活のグリムジョー)                                                  | 240-241      | 3 أكتوبر 2007      |
| 144   | «إيشيدا وتشاد، تسارع قوة جديدة» (石田・チャド、新しき力の胎動)                        | 241-243      | 17 أكتوبر 2007     |
| 145   | «اجتماع الإسبادا! مجلس آيزن الملكي» (エスパーダ集結！藍染の御前会議)                  | 244-245      | 24 أكتوبر 2007     |
| 146   | «الاسم هو نيل! ظهور الآرانكر الغريب» (その名はネル！不思議なアランカル登場)           | 246-247      | 31 أكتوبر 2007     |
| 147   | «غابة المينوس! البحث عن روكيا المفقودة» (メノスの森！消えたルキアを探せ)              | حصرية        | 7 نوفمبر 2007      |
| 148   | «أشيدو، الشينيغامي الذي أتى من الماضي» (アシド、過去から来た死神)                     | حصرية        | 14 نوفمبر 2007     |
| 149   | «عبر غابة محطمة، مليون مينوس» (崩れ行く森、百万のメノス)                              | 247          | 21 نوفمبر 2007     |
| 150   | «يمين! عد إلى هنا حيًا مجددًا» (誓い！再び生きてこの場所へ)                             | 248-249      | 28 نوفمبر 2007     |
| 151   | «العاصفة الهائجة! اللقاء مع الآرانكر الراقص» (吹き荒れる暴風！踊るアランカルとの遭遇) | 250-251      | 5 ديسمبر 2007      |

## إصدارات منزلية
| المجلد | تاريخ الإصدار  | الحلقات | مرجع   |
| ------ | -------------- | ------- | ------ |
| 1      | 19 ديسمبر 2007 | 132–135 | [ 5 ]  |
| 2      | 23 يناير 2008  | 136–139 | [ 10 ] |
| 3      | 27 فبراير 2008 | 140–143 | [ 11 ] |
| 4      | 26 مارس 2008   | 144–147 | [ 12 ] |
| 5      | 23 أبريل 2008  | 148–151 | [ 6 ]  |

## معلومات
1. ↑  هيوكو موندو (بالإسبانية:Hueco Mundo وتعني "العالم المجوف"، بالنطق الياباني: ウェコムンド، وباليابانية: 虚圏 وتعني "الكرة المجوفة") هو البعد الذي يعيش فيه المجوفون والآرانكر. يقع بين مجتمع الأرواح وعالم الحياة.
2. ↑  إسبادا (بالإسبانية: Espada وتعني "سيف"، بالنطق الياباني: エスパーダ، باليابانية: 十刃 وتعني "عشرة نصول")، هم أعلى رتبة في جيش آيزن وأقوى الآرانكر وعددهم عشرة.
3. ↑  مينوس (بالإسبانية: Menos، بالنطق الياباني: メノス) وتعني "ناقص" أو "أقل"، وهم مجموعة من الوحوش المجوفة مكونة من مئات المجوفين قد امتزجت مع بعضها البعض.